# Богата (Њу Џерзи)
Богата (енгл. Bogota) град је у америчкој савезној држави Њу Џерзи.

## Демографија
По попису из 2010. године број становника је 8.187, што је 62 (-0,8%) становника мање него 2000. године.
| Група             | 2000.         | 2010.         |
| Белци             | 5.207 (63,1%) | 3.411 (41,7%) |
| Афроамериканци    | 473 (5,7%)    | 771 (9,4%)    |
| Азијати           | 639 (7,7%)    | 803 (9,8%)    |
| Хиспаноамериканци | 1.759 (21,3%) | 3.169 (38,7%) |
| Укупно            | 8.249         | 8.187         |